# Seznam postav seriálu Ulice
Tento článek je seznamem postav a herců z televizního seriálu Ulice.

## Rodiny

### Farští

#### Oldřich Farský (Ondřej Pavelka)
- Oslovení/Přezdívky: Olda
- Datum narození: 10. října 1959
- Místo narození:
- Výskyt: 2005–2016

Oldřich Farský je majitel fitness centra a osobní trenér. Přechodně dělal hostinského v místní restauraci. V roce 2005 byl milencem Silvy (Eva Decastelo). Později se v opilosti vyspal s Ingrid Šmídovou. Na konci roku 2007 se Farský dozvěděl, že má syna Jakuba z předchozího poměru s Tamarou Elliot. Manželka Jitka ho opustila a on se s dcerou Monikou přestěhoval do bývalého bytu Petra Boháče. Posléze se k němu manželka vrátila. Později u něj proběhla mozková mrtvice a musel tak upravit životní postoj.

#### Jitka Farská (Ilona Svobodová)
- Oslovení/Přezdívky:
- Datum narození: 7. května 1964
- Místo narození:
- Výskyt: od 2005

Popis: Jitka Farská je kosmetička a manželka Oldřicha Farského. Na podzim 2007 se jí narodil syn Jan, který ale zemřel pár dní po porodu na srdeční vadu, z čehož byla ve špatném psychickém stavu. Po odhalení toho, že Jakub Elliot je Oldův syn, byla opět ve špatném psychickém stavu a psychologové odhalili, že ji stále trápí smrt dítěte. Od roku 2008 žije s Vladimírem Kukačkou, kvůli kterému opustila manžela Oldu a své dvě dcery, na konci roku 2008 opustila Vladimíra Kukačku a žije sama. Vladimír Kukačka byl později za napadení Jitky odsouzen k trestu odnětí svobody a ona se tak vrátila k Oldřichu Farskému, se kterým dále žije. V listopadu 2014 se s Oldřichem chtěli rozvést, protože spolu už nějakou dobu nežijí. Kvůli tomu, že nedokázali důvody k rozvodu, soud jednání zrušil. 

#### Monika Farská (Anna Fixová)
- Oslovení/Přezdívky:
- Datum narození: 5. srpna 1987
- Místo narození:
- Výskyt: 2005–2018, 2022

Popis: Monika Farská je druhorozená dcera Jitky a Oldřicha Farských. Vystudovala gymnázium. Pracovala jako recepční v kadeřnictví. Také moderovala ranní zprávy ve Snídani s Novou. V roce 2007 chodila s Benem Vojtíškem. Později začala chodit s učitelem gymnázia Viktorem Vernerem, se kterým v lednu 2008 odjela na humanitární misi do Ugandy. S Viktorem se však v Ugandě nepohodla a rozešla se s ním. Později pomáhala otci ve fitness centru. Od roku 2010 se, spolu s Kryštofem Marečkem, stala spolumajitelkou baru Coolna. V roce 2012 začala s Marečkem žít. O rok později (v roce 2013) se s ním rozešla a snažila se navázat vztah s Michalem Millerem. V roce 2015 začala znovu chodit s Kryštofem Marečkem a nastěhovali se do bytu, kde Monika vyrůstala. O rok později se rozešli, Monika odjela pomáhat do Ugandy a tam už zůstala. 

#### Ludmila Kostková (Jana Birgusová)
- Oslovení/Přezdívky: Lída
- Datum narození: 6. září 1985
- Místo narození:
- Výskyt: 2005–2016

Popis: Ludmila Kostková (rozená Farská) je prvorozená dcera Jitky a Oldřicha Farských, příležitostná fotografka a bývalá dělnice na ekologické farmě řízené sektou. Vystudovala gymnázium. Od října 2007 studuje psychologii na pražské Karlově univerzitě. Na vysoké škole začala chodit s profesorem psychologie Janem Kostkou, se kterým později uzavřela manželství, otěhotněla a on ji právě z tohoto důvodu opustil. Později se k ní vrátil a narodila se jim dcera Eliška.

### Peškovi

#### Vlastimil Pešek (Rudolf Hrušínský ml.)
- Oslovení/Přezdívky: Míla
- Datum narození: 23. září 1948
- Místo narození:
- Výskyt: 2005–

Popis: Vlastimil Pešek je důchodce a vášnivý rybář. Býval školník na gymnáziu a ZŠ. Patřil mu dům, kde bydlí, ale přepsal ho na vnučku Adrianu. Dříve se často scházel s učitelkou Miriam Hejlovou, na podzim roku 2007 spolu také chodili do tanečních. Hejlová se k němu o rok později přistěhovala a žili spolu. Později se rozešli, ale zůstali přáteli. V roce 2019 žil s Amálií Peškovou-Seidlovou, kterou si vzal. Vlastimil Pešek má o deset let mladší sestru Marii, s kterou se nevídal, ale v roce 2018 se objevila v seriálu. 

#### Amálie Pešková (Dana Syslová)
- Oslovení/Přezdívky:
- Datum narození:
- Datum úmrtí:
- Místo narození:
- Výskyt: 2010–

Popis: Amálie Pešková (dříve Seidlová) je manželka Vlastimila Peška. Když měl její syn Libor v Ulici lékařskou praxi, pracovala u něj jako zdravotní sestra. Je aktivní důchodkyně, pravidelně pomáhá v organizaci na pomoc seniorům Život 90.

#### Adriana Bláhová (Dominika Kadlčková, od 2012Šárka Krausová)
- Oslovení/Přezdívky: Adri
- Datum narození: 23. ledna 1990
- Místo narození:
- Výskyt: 2005–2007, 2012–2018, 2019

Popis: Adriana Pešková je bývalá studentka gymnázia a tanečnice. Bydlela v bytě pana Peška, protože si myslela, že ji její matka Klára Pešková opustila. Později se ovšem její matka vrátila a začala ji navštěvovat. Zjistily, že mají společné zájmy, jako jsou tanec a umění. Od roku 2007 bydlela s matkou a její rodinou. Je zároveň bývalou přítelkyní Matěje Jordána. Později, v roce 2012 se spolu s matkou vrátily do seriálu a žily v domě pana Peška. Roku 2015 žila s Eduardem Rambouskem (Eddie) a hledala svého otce, kandidáty byli: Evžen Šmýd, majitel realitní kanceláře Ladislav Drbohlav a Karel Chmelarčík, kterého už testy DNA vyloučily. Vlastimil Pešek zaplatil Evženovi Šmýdovi, za to, že se nechá otestovat. Nakonec testy ukázaly, že je Šmýd Adrianin biologický otec. Na konci roku 2017 si v lázních tajně vzala svého přítele Roberta Bláhu. Ten později zahynul v Německu při autonehodě. Později odletěla pracovně do Austrálie, kde se jí narodila dcera Klára. Kvůli tomu, že je otec její dcery ženatý, nic mu Bláhová neřekla. 

#### Klára Pešková (Sabina Králová, od 2012Hana Ševčíková)
- Oslovení/Přezdívky:
- Datum narození:
- Datum úmrtí: 2014
- Místo narození:
- Výskyt: 2007, 2012–2014

Popis: Klára Pešková byla dcera Vlastimila Peška, žena v domácnosti a po roce 2012 prodejkyně kosmetiky. V mládí utekla tančit do Itálie a do Čech si přivezla malou dceru. Po roce 2012 se s dcerou vrátila do Ulice a stala se správkyní domu pana Peška. V lednu 2014 zemřela, když se s Ivanou Drápalovou hádaly na schodech a Drápalová ji nechtěně shodila dolů. 

#### Marie Vránová (Jitka Smutná)
- Oslovení/Přezdívky:
- Datum narození:
- Místo narození:
- Výskyt: 2018–

Popis: Marie Vránová, za svobodna Pešková, je sestra Vlastimila Peška a matka Blanky Volákové. Dříve žila s manželem v Jihlavě, po smrti manžela se odstěhovala do Prahy. Tam začala milostný vztah se svojí bývalou spolužačkou a nejlepší kamarádkou Jolanou. Plánovala s ní svatbu, k té však nedošlo, protože při dovolené Marie a Jolany ve Španělsku několikrát Marie Jolanu spatřila, jak si povídá s průvodkyní, takže na ni začala chorobně žárlit. Kvůli tomu se s ní Jolana rozešla. Po rozchodu začala Marie jezdit po hradech a zámcích, kde potkala průvodkyni Dášu (v seriálu je pouze zmiňována), se kterou se skamarádila. V roce 2020 ke svatbě došlo a jednalo se o první lesbickou svatbu v Ulici. V roce 2021 do děje vstoupila Jolanina dcera, která se kvůli smrti svého otce přestěhovala z Kanady do Čech. Marie ze začátku tušila, že se do Čech nepřestěhovala jen tak, po Vánocích se přiznala, že v Kanadě dluží přes půl milionu korun. 

### Jordánovi

#### Tomáš Jordán (Petr Vacek)
- Oslovení/Přezdívky: Tom
- Datum narození: 26. června 1967
- Místo narození:
- Výskyt: 2005-

Popis: Tomáš Jordán je entomolog a pracuje v Ústavu věd. Byl ženatý s Barborou Krausovou. Během první sezóny podnikal jako znalec a měl románek s hosteskou z autosalonu. Později, na jaře roku 2007, bydlel v Avii jménem Želva. Na konci roku 2007 se přiznal ke vztahu s Hanou Petříkovou, s níž dále žil, avšak kvůli velkým rozdílům mezi sebou se rozešli. V roce 2018 byl zasnoubený s kolegyní, ale ze svatby sešlo. V roce 2019 chodil se Zdenou Procházkovou, která podstoupila asistovanou sebevraždu.

#### Barbora Krausová (Tereza Brodská)
- Oslovení/Přezdívky: Bára
- Datum narození: 16. ledna 1968
- Místo narození:
- Výskyt: 2005–2009, 2018, 2024

Popis: Barbora Krausová (dříve Jordánová) je bývalá manželka Tomáše Jordána. Dříve pracovala jako ředitelka společnosti vyrábějící hračky (Království hraček). V září roku 2006 prožila románek s kolegou Petrem Boháčem. Kvůli tomuto vztahu bydlel Tomáš Jordán v nákladním autě. V sezóně 2008/2009 žila pouze s dětmi a po své účasti v reality show Výměna manželek a následně po ukončení práce ve společnosti Království hraček se se svým přítelem Ondřejem Krausem odstěhovala do Brna, kde pracuje v reklamní agentuře. Později si pana Krause vzala. V roce 2018 se znovu objevila v Ulici u příležitosti svatby své dcery Terezy. Po rozvodu s manželem Ondřejem se na podzim roku 2024 opět vrátila do Ulice.

#### Matěj Jordán (Jakub Štáfek)
- Oslovení/Přezdívky: Mates
- Datum narození: 24. dubna 1991
- Místo narození:
- Výskyt: 2005–2018, 2019; 2024

Popis: Matěj Jordán vystudoval gymnázium. V roce 2006 měl vztah s Adrianou Peškovou. V roce 2007 prožil vztah s Lan Van Trung, která se však s rodinou musela přestěhovat do Německa. Na podzim 2008 měl románek se spolužačkou Gábinou Pumrovou. Později prošel vztahy s Theodorou Nekonečnou, Libuší Nekonečnou a Alžbětou Klimešovou. Po střední škole pracoval jako skladník a později nastoupil na vysokou školu, obor přírodní vědy. V roce 2017 spustil e-shop, ve kterém prodává sportovní oblečení a radí lidem s jeho výběrem. V roce 2018 byla jeho společnost zainvestována kanadským investorem, který si Matěje Jordána vyžádal v rámci spolupráce do Kanady. V roce 2018 přijel na svatbu své sestry Terezy. Poté krátce chodil s Alenou Holoubkovou a posléze navázal vztah se Slovenkou Katarínou. 

#### Tereza Kučerová (Patricie Solaříková)
- Oslovení/Přezdívky: Terýsek, Terka
- Datum narození: 24. dubna 1991
- Místo narození:
- Výskyt: 2005–2018, 2024

Popis: Tereza Kučerová (rozená Jordánová) je sestra Matěje Jordána. Je bývalá přítelkyně Štěpána Stránského. Vystudovala místní gymnázium v Ulici. Po maturitě začala studovat český jazyk na vysoké škole. V tomto období se stala se přítelkyní Vojtěcha Kalicha, se kterým se později rozešla. V desáté sezoně nastoupila do školy jako učitelka českého jazyka a začala chodit s otcem své žákyně Sabiny Romanem Šámalem. Sabina později přešla na jinou školu. Jordánová se s panem Šámalem rozešla. V roce 2017 začala chodit s kolegou Davidem Kučerou, kterého si 28. září 2018 vzala. Později odešla z Ulice a přestěhovala se za svým manželem do Rakouska. Na podzim roku 2024 se Tereza opět objevuje v Ulici. Jezdí přednášet na místní školy o inkluzi ve školství. Od Magdy Procházkové se dozví o volném místě učitelky češtiny na gymnáziu a toto místo na poloviční úvazek přijme.

#### David Kučera (Matouš Ruml)
Popis: David Kučera je manžel Terezy Kučerové. Do Ulice nastoupil jako nový učitel fyziky, ale v roce 2018 odešel učit do Rakouska s manželkou Terezou. Na podzim roku 2024 se David opět vrací do děje Ulice.

### Nyklovi

#### Vilma Burdová (Jaroslava Obermaierová)
Vilma Burdová (dříve Nyklová) byla po celá léta prodavačka ve Večerce u Nyklů, ze které se stal tetovací salón. Ovdověla po Stanislavu Nyklovi a je matkou Lumíra Nykla. V roce 2007 se často scházela s kpt. Bařinkou, místním hrobníkem a Miloslavem Stárkem z Děčína. Toho si později v tajnosti vzala, rodina Nyklových tak získala dům, ve kterém sídlilo Království hraček. Spoluzaložila pekařství v Ulici, v jehož prodejně také po dobu existence firmy prodávala. Vypověděla smlouvu na byt Gábině Pumrové, aby Vendula mohla bydlet v domě. Nejdříve se to Vendule nelíbilo, ale pak zjistila, že to Gábině nevadí a odstěhovala se tam. V roce 2024 se na internetu seznámila s Vilémem Burdou, kterého si po pár měsících známosti vzala za muže. Od podzimu roku 2024 žije Vilma s Vildou v Čerčanech a v Ulici se objevuje už jen příležitostně.

#### Lumír Nykl (Václav Svoboda)
Lumír Nykl je podnikatel, dříve také zastupitel městské části, a syn manželů Nyklových. Lumír se přátelil s Ingrid, na kterou později přepsal kadeřnictví. V roce 2008 byl zadlužen a spoluvlastnil pekařství Stárek a syn. Později se se Světlanou Nyklovou rozvedl, podváděl ji s Pavlou Rambouskovou, se kterou dále žil. Ta však později utekla. V roce 2013 se začal přátelit se Simonou Pavlicovou a začal chodit s Miladou Hladíkovou, se kterou se později rozešel. V roce 2014 začal žít se Světlanou Nyklovou, kterou si v červnu 2015 vzal. Narodil se jim syn Alexandr. Světlana Nyklová však v roce 2020 umírá a Lumír se tak stává vdovcem. V současné době žije Lumír Nykl s Kateřinou Dubovskou.

#### Světlana Nyklová (Tereza Bebarová)
Světlana Nyklová byla rekvalifikovaná účetní, bývalá provozní v baru Rudy Kocmana, manželka Lumíra Nykla a sestra Hrihorije Lisečka. Světlana přišla z Ruska za svým bratrem. Později se zasnoubila a vdala za Lumíra Nykla. Pomáhala Vilmě Nyklové ve večerce a později začala pracovat pro Rudu Kocmana jako provozní baru, ve kterém zažila také milostný románek s barmanem. Posléze se rozvedla s Lumírem Nyklem a začala chodit s jeho poradcem Pavlem Millerem, se kterým odešla do Moskvy. Roku 2014, když se s Millerem rozešla, začala chodit s Lumírem Nyklem, kterého si v červnu 2015 znovu vzala a v září 2015 se jim narodil syn Alexandr. Zemřela 5. listopadu 2020 na mozkové aneurysma.

#### Alexandr Nykl (Václav Motyčka, od 2020Filip Hornyak)
Alexandr Nykl je syn Lumíra Nykla a Světlany Nyklové. Narodil se 9. září 2015. 

#### Vendula Pelcová (Anežka Rusevová)
Vendula je nemanželská dcera Lumíra Nykla. V minulosti chodila s Máriem Doubkem. Vzala si řezníka Pavla Pelce, s nímž má dceru Elišku. Bydlela v bytě nad bistrem, které otevřela v prostorách bývalého pekařství, kde také pracovala. V listopadu 2024, kvůli zdraví dcery Elišky, přenechala své bistro Kateřině Dubovské a odstěhovala se i s rodinou do Telecího.

### Liškovi–Hrubí–Toužimští

#### Bedřich Liška (Adrian Jastraban)
- Oslovení/Přezdívky: Béda, Béďa
- Datum narození: 16. května 1969
- Místo narození:
- Výskyt: 2005–2022

Popis: Bedřich Liška je truhlář, který pracoval pro firmu Království Hraček, nyní pracuje jako truhlář – živnostník ve vlastní dílně. Na konci června 2007 si vzal kolegyni z Království Annu Málkovou. V době před seriálem byl uvězněn za napadení. Je bývalým přítelem Zuzany Hrubé a otcem Františka Hrubého. Později se stal spolumajitelem společnosti na výrobu nábytku. Těsně předtím se snažil zachránit před uhořením kamaráda Hrihorije Lisečka a u toho si způsobil vážná poranění očí a rukou. V roce 2017 byl na koncertě nevěrný s manažerkou skupiny, kde Bedřich hraje. V době styku byl pod vlivem marihuany, kterou nevědomě požil v karbanátcích. Když se od něj odstěhovala Anna Lišková, nastěhovala se k němu do bytu jeho nová přítelkyně Jindra Pražáková. Jeho dcera se jmenuje Lada. Později se s Pražákovou rozešel a v bytě žil sám, avšak nyní tu žije se svou přítelkyní Alicí, se kterou se také rozešel kvůli tomu, že Alice chtěla dítě a Bedřich nechtěl. V červnu 2022 se rozhodl odstěhovat do Opavy za dcerou Ladou, kde má také v plánu podnikat. 

#### Anna Lišková (Ljuba Krbová)
- Oslovení/Přezdívky: Anča, Anička
- Datum narození: 6. dubna 1965
- Místo narození:
- Výskyt: od 2005

Popis: Anna Lišková (rozená Málková) byla dělnice v Království hraček, později pracovala také ve firmě Pekařství Nyklovi. V začátcích seriálu obvinila ze znásilnění svého, nyní již bývalého, manžela Bedřicha Lišku. Společně uvažovali o přiřazení k pěstounské péči Emy, ve které jim bylo k 1. lednu 2009 vyhověno. Posléze pracovala nadále jako pekařka, byla obviněna z krádeže a odešla tak z pekařství a pracovala jako uklízečka. V roce 2013 jí byla ukončena pěstounská péče Emy Toužimské. Poté byla Ema Toužimská zase u Liškových a nyní bydlí v Praze se svou biologickou matkou Evou. Roku 2017 se přestěhovala do garsonky v domě Adriany Bláhové a rozvedla se. V roce 2019 začala pracovat v nově otevřeném bistru. V roce 2021 se začala zajímat o fotografii a zamilovala se do svého učitele Šimona Fliegela, který se odstěhoval do Anglie a následně se rozešli. 

#### František Hrubý (Matyáš Valenta)
- Oslovení/Přezdívky: Franta
- Datum narození: 26. července 1999
- Místo narození:
- Výskyt: 2006-2024

František Hrubý je syn Zuzany Hrubé. V září 2007 byl umístěn do dětského domova. Bedřich Liška si ho osvojil. Bydlel s Bedřichem a Annou Liškovými. V roce 2012 začal studovat na víceletém gymnáziu a chodit s Viktorii Horákovou. S Viktorií se rozešel a v roce 2015 začal chodit se Skyler z Nizozemí, se kterou se seznámil na výměnném pobytu. Začal chodit na brigádu do fastfoodu, aby si vydělal na cestu za Skyler. V dubnu 2016 Skyler Františkovi řekla, že je těhotná. Jejich syn Christian se narodil v říjnu roku 2016. Nejdříve byla Skyler s Christianem u Liškových, ale pak se rozhodla, že půjde k rodičům do Amsterdamu. František si ve škole zařídil individuální plán, aby mohl být v Amsterdamu s nimi. Později od něj Skyler odešla. V roce 2021 začal chodit se svojí spolubydlící Barborou Klímovou, se kterou bydlel společně s Janou Rytířovou ve studentském bytě. Poté do děje znovu vstoupila Skyler která se s Františkem vyspala a když se to Bára dozvěděla tak se s ním rozešla. Skyler to všechno brala jen jako hru a velmi záhy se odstěhovala zpět do Nizozemí.

#### Ema Toužimská (Anna-Marie Valentová)
- Oslovení/Přezdívky: Emička
- Datum narození: 2. června 2002
- Místo narození:
- Výskyt: 2007–2018, v ději se objevuje málokdy.

Popis: Ema Toužimská byla spolu s bratrem Mirkem Toužimským umístěna v dětském domově, kde byl vychováván i František Hrubý. Později, při odebrání Františka hrubého z ústavní péče nastoupil jako údržbář do tohoto domu Dalibor Liška. V roce 2012 se v seriálu začala objevovat Eva Toužimská, Emina biologická matka, která usilovala o návrat dcery do vlastní péče. Roku 2013 jí bylo vyhověno. Ema Toužimská měla na nové škole špatné známky, později také od své matky utekla. Nakonec se k Liškovým vrátila, chodila do bývalé školy a za Evou na Šumavu jezdila na víkendy. Později se její matka Eva přistěhovala do Prahy a Ema šla bydlet k ní, aby jí pomohla se synem Milošem.

#### Dalibor Liška (Václav Mareš)
- Oslovení/Přezdívky:
- Datum narození: 19. ledna 1940
- Místo narození:
- Datum úmrtí: 2009
- Výskyt: 2005–2009

Popis: Dalibor Liška byl údržbář a vychovatel v dětském domově, kde byl umístěn František Hrubý. Dopomohl k tomu, aby manželé Anna a Bedřich Liškovi adoptovali Emu Toužimskou. Dříve byl vědec, později pracoval jako noční hlídač. Byl otcem Bedřicha Lišky. Zemřel v roce 2009.

### Maléřovi–Kolářovi

#### Veronika Maléřová (Hana Holišová)
- Oslovení/Přezdívky: Verča
- Datum narození:
- Místo narození:
- Výskyt: 2014–

Popis: Veronika Maléřová pracuje v krejčovském ateliéru Gabriely Hermanové. V minulosti pracovala v pekařství Vilmy Nyklové. Je vyučená švadlena a občas šije na zakázku. Protože je věřící, začala chodit na místní faru, kde pomáhala faráři Marku Rybovi. Veronika se do Ryby zamilovala a jednou se začali líbat, načež Ryba to skončil. Na Veronice bylo poznat, že se s ní něco děje, dokonce zapomněla na výročí svojí svatby. Vše sváděla na to, že je utahaná. Jednou se jí otec zeptal, jestli je v tom nějaký chlap, což potvrdila. Když přišel domů Martin, viděl Veroniku a ptal se, co se děje. Brečela, on zvýšil hlas, řekla mu, co se stalo. Když mu řekla, kdo to je, sedl do auta a jel na faru. V naštvanosti rozmlátil na faře několik kusů nábytku. Martin odešel z bytu a přespával v dílně. Hledal si pro sebe nějaký byt, ale nakonec se vrátil domů.

#### Martin Maléř (Tomáš Dastlík)
- Oslovení/Přezdívky:
- Datum narození:
- Místo narození:
- Výskyt: 2014–

Popis: Martin Maléř s rodinou dříve bydleli v Loučce u Vsetína na Moravě, kde nebyla práce. Začal pracovat u bývalého spolužáka Jaroslava Hejla ve firmě Liška&Hejl nábytek. Nejdříve bydlel na ubytovně a domů jezdil na víkendy. Poté se i s manželkou a dětmi přestěhovali do Prahy. Bydlí v bytě po Hejlových. Kvůli úrazu ruky (postřelení) přestal s prací v dílně. Pracoval jako sanitář v nemocnici. Jarda Hejl mu navrhl, aby si udělal kurz 3D modelování kuchyní a začal u něj v tomto oboru pracovat. Nejprve se mu do toho nechtělo, ale Veronika ho přesvědčila. Martin Maléř byl později své manželce nevěrný se servírkou Šárkou z restaurace Květa. Kvůli ní odešel od rodiny a přestěhoval se do pronajatého bytu. Po nějaké době se rozhodl, že se nastěhuje ke své přítelkyni Šárce. 

#### Filip Maléř (Marek Salvet)
- Oslovení/Přezdívky: Filípek
- Datum narození:
- Místo narození:
- Výskyt: 2014–2020

Popis: Filip Maléř je syn Veroniky a Martina. Hraje fotbal. Chodí na gymnázium v Praze. Chodil s Martinou Cenkovou, která se stará o jeho psa Snypa. Když se rozešli, Filip ho schoval ke kamarádovi, odkud utekl. Když se o útěku dozvěděli Maléřovi, byli naštvaní a chtěli, aby nadále zůstal u Cenkových, což se také stalo. Snypa se podařilo najít díky čipu. Podle čipu patří Cenkovým, tak jim ho přivezli.

#### Rozálie Maléřová (Anna Kadeřávková)
- Oslovení/Přezdívky: Rozina, Rozinka
- Datum narození:
- Datum úmrtí:
- Místo narození:
- Výskyt: 2014–2017, 2019

Popis: Rozálie Maléřová je dcera Veroniky a Martina. Chodí na gymnázium v Praze. Tam ji šikanovala Lucie Weberová. Bylo to kvůli klukovi. Nejdříve ji Lucie vyfotila před tělocvikem v podprsence a fotku dala na Facebook, poté např. okomentovala její fotku z představení: „Vypadá sice jako anděl, ale...“. Poté to šlo dál, Lucie si založila falešný profil se jménem Yveta Vsetín, z něj Rozálii napsala, že se znají z tanečních v Loučce. Rozálie si jí sice nepamatovala, ale začala se ji svěřovat. Napsala jí např. že miluje Dominika a že by se s ním chtěla milovat. Když Rozina zjistila, že si psala s Lucií, kyberšikana mohla vypuknout. Lucie jí vyhrožovala, že pokud nebude plnit její úkoly, celou konverzaci ukáže třídě. Nejdříve si Rozina musela udělat dva copy a do nich červené mašle. Poté musela Rozina ukrást písemnou práci z kabinetu a napsat jí seminární práci. Provalilo se to, když jednou o hodině Lucie otevřela notebook a v textovém dokumentu stálo něco jako: „Pěkně jsme jí zavařily“. Rozina si toho všimla a Lucii rozmlátila notebook. Šikana se po tomto incidentu začala řešit. Rozina dostala nabídku, aby dělal modeling v USA. Tu přijala a odešla z Ulice. Později se do Ulice vrátila. Chtěla nastoupit na vysokou školu, ale to si rozmyslela, což někteří členové její rodiny nenesli dobře. Také si z USA přivezla přítele Victora, se kterým se vydala na cestu kolem světa a znovu z Ulice odešla.

#### Josef Kolář (Ivan Vyskočil)
- Oslovení/Přezdívky: Pepa
- Datum narození:
- Datum úmrtí:
- Místo narození:
- Výskyt: 2016–2020

Popis: Josef Kolář je otec Veroniky Maléřové. Celý život žil v Loučce na Moravě, ale po smrti své manželky se nastěhoval k Maléřovým do Prahy. Veronika si myslela, že je její otec nemocný, protože jezdil do nemocnice, pak se ale zjistilo, že má v Praze přítelkyni Radku, která je zdravotní sestra. Když byli Veronika a Martin s dětmi na dovolené, Josef se s Radkou tajně oženil.

#### Radka Kolářová (Zuzana Slavíková)
- Oslovení/Přezdívky:
- Datum narození:
- Datum úmrtí:
- Místo narození:
- Výskyt: 2016–2020

Popis: Radka Kolářová je manželka Josefa Koláře. Pracuje v nemocnici jako zdravotní sestra. Trpí kleptomanií. Nejdříve to nechtěla řešit, ale poté se začala léčit.

### Marečkovi

#### Kryštof Mareček (Kryštof Rímský)
- Oslovení/Přezdívky: Mára
- Datum narození: 27. března 1980
- Místo narození:
- Výskyt: 2006–

Popis: Kryštof Mareček je bývalý provozní klubu, ve kterém hrála Benova kapela. V minulosti udržoval vztah s Terezou Jordánovou, později také s Monikou Farskou. V seriálu hraje od roku 2008. V opilosti zažil ošklivou dopravní nehodu, která způsobila četná zranění Tereze Jordánové. Pracoval jako taxikář a barman v Coolně, později dělal soukromého řidiče pro pana Vejdělka. Aby ušetřil, žil nějakou dobu v bytě se svým kamarádem z minulosti, Antonínem Bendou. Nyní ale žije se svou manželkou Karlou, kterou si vzal na konci října roku 2020.

#### Karla Marečková (Markéta Stehlíková)
- Oslovení/Přezdívky:
- Datum narození:
- Datum úmrtí:
- Místo narození:
- Výskyt: 2017–

Popis: Karla Marečková (rozená Taubrová) je manželka Kryštofa Marečka. Pracuje jako policistka. Má bratra Bruna, o kterého se starala, protože jim předčasně zemřeli rodiče. Spolu se svým manželem adoptovali syna Vojtěcha a starají se o vlastního syna Karla.

#### Luboš Mareček (Rostislav Novák st.)
- Oslovení/Přezdívky:
- Datum narození:
- Místo narození:
- Výskyt: 2017–

Popis: Luboš Mareček je otec Kryštofa Marečka a manžel Věry Marečkové. Pracoval jako řidič autobusu. Krátkou dobu přebýval na ulici jako bezdomovec.

#### Věra Marečková (Milena Steinmasslová)
- Oslovení/Přezdívky: Věrka
- Datum narození: 2. března
- Místo narození:
- Výskyt: 2016–

Popis: Věra Marečková je matka Kryštofa Marečka a manželka Luboše Marečka. Vystudovala univerzitu třetího věku.

### Klímovi

#### Barbora Klímová (Eliška Hanušová Bašusová)
- Oslovení/Přezdívky: Bára
- Datum narození:
- Místo narození:
- Výskyt: 2019–

Popis: Barbora Klímová je nejstarší dcerou Vítězslava a Ivy Klímových. Zažila si trauma, když byla znásilněná Marešem; od té doby musí chodit na terapie k psychiatričce. Kvůli tomu má také problém navázat partnerský vztah s mužem. V roce 2021 se jí však podařilo navázat vztah s Františkem Liškou, který je společně s Janou jejím spolubydlícím. Bára se zajímá o fotografování, které také studuje. V roce 2021 se jí podařilo dostat na kurz fotografování do Belgie.

#### Vítězslav Klíma (Filip Čapka)
- Oslovení/Přezdívky: Vítek
- Datum narození:
- Místo narození: Lázně Libverda,
- Výskyt: 2020–

Popis: Vítězslav Klíma je manžel Ivy Klímové a otec Báry, Anežky a Michala. Společně se s rodinou (kromě Báry) v roce 2020 přestěhoval z Lázní Libverda do Prahy. Je nadšeným fotografem. Pracoval v bance, kde byl šikanován svým šéfem Robinem Havelkou. Také rád chodí do restaurace Květa, kde si často povídal s Milenou Pumrovou.

#### Iva Klímová (Hana Baroňová)
- Oslovení/Přezdívky: Ivuška
- Datum narození:
- Místo narození: Lázně Libverda,
- Výskyt: 2020–

Popis: Iva Klímová je manželka Vítězslava Klímy a matka Báry, Anežky a Michala. Společně se s rodinou (kromě Báry) v roce 2020 přestěhovala z Lázní Libverda do Prahy. Pracuje jako masérka v salónu, který si pronajmula u krejčovství, kde pracují Veronika Maléřová a Jitka Farská.

#### Anežka Klímová (Karolína Lipowská)
- Oslovení/Přezdívky:  Anež
- Datum narození:
- Místo narození: Lázně Libverda,
- Výskyt: 2020–

Popis: Anežka Klímová je dcera Vítězslava a Ivy Klímových. Je extrémní ekologistka a snaží se všechno dělat tak, aby nepoškozovala planetu, proto je vegankou. Je rovněž členkou skautského oddílu. Krátce se zamilovala do kluka, kterému přezdívala "Pavča", ten se ale v seriálu nikdy neukázal. S ním se nakonec rozešla. Později se tajně zamilovala do Franty, který je však o mnoho let starší. Rovněž se snažila o vztah se svým spolužákem Štefanem, ten však začal chodit s Anežčinou kamarádkou Svatavou, se kterou se po zjištění Anežka dlouho nebavila. V roce 2022 chodila se spolužákem Čeňkem Dostálem.
Michal Klíma (Karel Klement)
- Oslovení/Přezdívky: Míša
- Datum narození:
- Místo narození: Lázně Libverda,
- Výskyt: 2020–

Popis: Michal Klíma je syn a nejmladší ze tří dětí Vítězslava a Ivy Klímových. Věnuje se plavání a často chodí na tréninky. Zároveň na rozdíl od Anežky se snaží jíst takové jídlo, v němž je nejvíce živin. Často se hádá se svou sestrou Anežkou, se kterou sdílí jeden pokoj.

### Volákovi

#### Blanka Vránová (Linda Rybová)
- Oslovení/Přezdívky:
- Datum narození: 12. listopadu 1979
- Místo narození: Jihlava,
- Výskyt: od 2018

Blanka Vránová (v minulosti Voláková) je exmanželka Luďka Voláka, se kterým vychovala dvě děti – Kristýnu a Adama, přítelkyně Evžena Šmýda. Rovněž je dcera Marie Vránové a neteř Vlastimila Peška. Odjela z Jihlavy do Prahy za svým strýcem poté, co zjistila, že ji Luděk podvádí s mladou ženou. Pracuje jako zubařka. Má závažné problémy s alkoholem, měla po bytě poschovávané lahve alkoholu, z nichž každou chvíli tajně popíjela, a často se tak opila, že se nedokázala orientovat a udržet na nohou.

#### Luděk Volák (Vasil Fridrich)
- Oslovení/Přezdívky:
- Datum narození:
- Místo narození: Jihlava,
- Výskyt: od 2020

Popis: Luděk Volák je zubař, člen lékařské komise a bývalý manžel Blanky Volákové. Při autonehodě na dálnici D1 si zlomil páteřní obratle, kvůli čemuž musel být několik měsíců v nemocnici a posléze na rehabilitaci. Té se snažil pomáhat se zvládáním alkoholu, ale když to došlo tak daleko, že si Blanka sedla za volant opilá a auto jí zabavili policisté, donesl jí antidepresiva a léky proti pití alkoholu, které sice Blance pomohly s pitím přestat, ale také jí přinesly mnohé zdravotní komplikace. Na konci roku 2021 znovu navázal vztah s Blankou a začal s ní plánovat koupi pozemku a stavbu domu v Říčanech. Když mu ovšem 10. února 2022 Blanka oznámila, že se s ním chce rozejít a chce žít s Evženem Šmýdem, rozhodl se v domě zůstat a nakonec Blanku znásilnil.

#### Adam Volák (Vojtěch Machuta)
- Oslovení/Přezdívky:
- Datum narození:
- Místo narození: Jihlava,
- Výskyt: od 2019

Popis: Adam Volák je syn Blanky a Luďka Volákových a starší bratr Kristýny Volákové. Zajímá se o výtvarné umění, snažil se také dostat na uměleckou vysokou školu, což se mu nepovedlo kvůli tomu, že musel řešit Blančino pití. Dříve chodil s Petrou, která je nejlepší kamarádka jeho sestry Kristýny, ale dvakrát se s ní rozešel, protože se zajímala víc o ekologii než o něj a jednostranně se zamilovala do učitele Prokopa Junka. Nyní studuje na lékařské fakultě.

#### Kristýna Voláková (Sára Korbelová)
- Oslovení/Přezdívky:  Krista, Týna, Kristýnka aj.
- Datum narození:
- Místo narození: Jihlava,
- Výskyt: od 2019

Popis: Kristýna Voláková je dcera Blanky a Luďka Volákových a mladší sestra Adama Voláka.

### Hermanovi

#### Gabriela Hermanová (Aneta Krejčíková)
- Oslovení/Přezdívky: Gabča, Gábina, Gábinka
- Datum narození:
- Místo narození:
- Výskyt: 2005–2019, 2022–

Popis: Gabriela  Hermanová (rozená Pumrová) je dcera Radka Mastného a Mileny Pumrové a od roku 2024 manželka Jiřího Hermana. Je bývalá spolužačka Matěje a Terezy Jordánových. Kvůli nechráněnému pohlavnímu styku s učitelem tělocviku Hynkem Urbanem otěhotněla a protože v červnu 2009 byla již v pátém měsíci těhotenství, nebylo možné podstoupit miniinterupci. Na potrat ale neměla skoro žádné peníze. Později se v seriálu neobjevovala a až v roce 2012 se opět vrátila s přítelem Hynkem Urbanem a synem Šimonem. Posléze od rodiny (spolu se synem) odešla a stala se přítelkyní Vaška Hartla, se kterým se později rozešla a žila sama se svým synem Šimonem v garsonce nad pekařstvím. Roku 2017 si našla přítele Aleše Vašečku a koupila bývalé kadeřnictví, ve kterém si otevřela ateliér. Také se přestěhovala do bytu po Dagmar Stránské. Po rozchodu s Alešem Vašečkou zjistila, že je těhotná, takže podstoupila umělé přerušení těhotenství. Synovi Šimonovi ale nic neřekla, avšak když jí bylo špatně, oznámila mu, že byla na operaci, kde ji „vyčistili.“ Protože byl Šimon zmanipulovaný Alešem, vzal Gabrielinu lékařskou zprávu a odjel k němu domů. Ten zavolal Gábině, ať k němu přijede, protože je u něj její syn a potřebuje si s ní promluvit. Vašečka ale Šimona nechal v pizzerii a když Gabriela přijela, odmítal říct, kde její syn je. Šimon z pizzerie zavolal svému otci, který pro něj přijel a spolu šli k Vašečkovi domů. Vašečka uzamkl vchodové dveře, aby Gabriela nemohla ven, avšak se jí podařilo odemknout. Když odemkla, vyběhla a Hynek Urban dal Vašečkovi pěstí. Ihned poté opustili panelový dům.
V roce 2022 se po dlouhé době vrátila do seriálu se svým třináctiletým synem Šimonem ke svým rodičům, kteří se opět dali dohromady. Gabriela zjistila, že onemocněla rakovinou. 

#### Jiří Herman (Jan Holík)
Popis: Jiří Herman je manžel Gabriely, pracuje jako policista.

#### Šimon Urban (Jakub Krause)
Popis: Šimon Urban je syn Gabriely Hermanové a Hynka Urbana.

## Ostatní
- Antonín Benda (Jan Janovský), od roku 2015 (Ondřej Volejník)
  - Antonín Benda (přezdívaný Tony) je bývalý manžel Dagmar Stránské. 4 roky strávil ve vězení. Obchodoval s Josefem Pavlicou. V roce 2015 se do Ulice vrátil a začal pracovat v Coolně, kterou později koupil, když vyhrál peníze. Občas hlídal děti Dagmar Stránské. V listopadu 2019 měl přítelkyni Dominiku, se kterou má dceru Toničku.
- Vratislav Kovář (Pavel Nečas)
- Radek Mastný (Pavel Novotný)
  - Radek Mastný je bývalý starosta městské části Křečovice. V minulosti pracoval jako provozní v restauraci Květy Vavruškové.
- Antonín Hložánek (Miroslav Hanuš)
  - Antonín Hložánek je politik. Prodělal mrtvici. V minulosti udržoval vztah se Simonou Hložánkovou. Dříve byl ve straně s Radkem Mastným, avšak později vstoupil do strany Neúplatní, kde působí také Lumír Nykl, se kterým dříve soupeřil. V roce 2019 se stal starostou místní městské části.
- Mirka Hložánková (Lucie Trmíková)
- Jiří Hložánek (Ondřej Havel)
  - Jiří Hložánek je syn Antonína a Mirky Hložánkových. V minulosti (září 2018) chodil se servírkou Šárkou z restaurace Květa.
- Alena Holoubková (Barbora Mudrová)
  - Alena Holoubková (přezdívaná Ája) je od listopadu roku 2019 tajemnicí na radnici. Udržovala milenecký vztah se zesnulým Robertem Bláhou, který byl tehdy manžel Adriany Bláhové. Později chodila s Matějem Jordánem, kterého pouze využívala. Když Matěj Jordán zjistil, jaká doopravdy je, rozešel se s ní. To se Holoubkové nelíbilo, tak zkoušela intrikovat, např. si vymyslela, že je s Jordánem těhotná, aby se rozešel se svou partnerkou Katarínou. Později začala, pouze za účelem svého osobního prospěchu, udržovat vztah s Máriem Doubkem, se kterým otěhotněla. V únoru 2021 se jim narodila dcera Sophie Isabella. Při plánovaném císařském řezu nastaly komplikace, kvůli kterým zůstala na ARO. Po těchto událostech a zejména po narození dcery se její povaha zcela změnila a začala se snažit dát se s Máriem znovu dohromady, což se jí nakonec podařilo. Nyní spolu plánují svatbu.
- Mário Doubek (Jiří Kniha)
  - Mário Doubek je rapper. Pracuje v bistru Venduly Pelcové, zároveň je její bývalý partner. Má s Alenou Holoubkovou dceru Sophii Isabellu. Na podzim roku 2024 společně s Ájou plánují svatbu.
- Magdaléna Procházková (Veronika Čermák Macková)
  - Magdaléna "Magda" Procházková (* 10. ledna 1992) je učitelka matematiky a zeměpisu. Zemřela jí matka Zdenka (Yvetta Blanarovičová) poté, co si naplánovala eutanazii kvůli Alzheimerově chorobě. Trpí barvoslepostí a má mnoho alergií na jídlo. Často nosí oblečení mnoha barev, takže jí studenti přezdívají kakadu. V roce 2021 začala udržovat vážný vztah s Mirkem Soukalem (Daniel Bambas), se kterým navštívila portugalské město Porto. Stala se třídní učitelky třídy, do které chodí Anežka Klímová. Kvůli nevydařenému lyžařskému kurzu s mnoha různými komplikacemi a následném konfliktu se žákyní Žofií Duškovou měla Magdaléna velké problémy s její panovačnou matkou a také ředitelkou školy, Irenou Landovou, která jí v důsledku toho snížila plat a rozhodla, že třída získá příští rok jiného třídního učitele.
- Prokop Junek (Ondřej Studénka)
  - Prokop je novým učitelem angličtiny a fyziky. Společně s Tomášem Jordánem se snaží o prosazení mnohých ekologických aktivit a zařízení na škole. Přišel do školy jako dlouholetý přítel ředitelky Ireny Landové. Často se dostává do sporu s Magdou a Otou, se kterými sdílí kabinet. Mnoho studentek včetně Petry a Kristýny se do něj kvůli jeho neformálnímu, až přátelskému vystupování zakoukalo. I přes všechny problémy se ale nakonec z Prokopa, Magdy a Oty stali dobří přátelé.
- Irena Landová (Kateřina Holánová)
  - Irena Landová (* 21. března 1981) je nová ředitelka školy, bývalá zástupkyně ředitelky, nastoupila po Boženě Puklické. Není v učitelském kolektivu příliš oblíbená a je často přezdívána jako "soudružka". Kvůli své kariéře neměla čas si najít partnera a založit rodinu. Byla zamilovaná do Prokopa, se kterým byli dlouholetí přátelé. Dříve se přátelila s Magdou Procházkovou, jenže když zjistila, že s ní Prokop měl poměr, jejich přátelství skončilo a Irena začala Magdu různě v práci kontrolovat a mstít se jí.
- Milena Pumrová (Alena Štréblová)
  - Milena Pumrová je matka Gabriely Pumrové a bývalá manželka Radka Mastného. V současnosti pracuje v restauraci U Jindřicha jako servírka.
- Jolana Berková (Miluše Šplechtová)[1]
  - Jolana Berková je bývalá spolužačka, nejlepší kamarádka a přítelkyně Marie Vránové. Plánovala s Marií svatbu, k té však nedošlo, protože při dovolené Marie a Jolany ve Španělsku několikrát Marie Jolanu spatřila, jak si povídá s průvodkyní, takže na ni začala chorobně žárlit. Kvůli tomu se s ní Jolana rozešla, avšak později se k sobě vrátily a svatba v podobě uzavření registrovaného partnerství proběhla. V roce 2021 se znovu shledala se svojí dcerou Vandou, které poskytla bydlení u sebe doma. Své dceři rovněž pomohla najít si vlastní bydlení, práci a splácet velký dluh, který si v Kanadě vytvořila.
- Kateřina Dubovská (Martina Randová)[2][3]
  - Kateřina Dubovská je nová majitelka místní hospody. Rozhodla se vrátit svému podniku jméno U Jindřicha, což byl původní název. Pochází z Děčína. Dříve udržovala vztah s Evženem Šmýdem, dokud si neuvědomila, že jeho vztah s Blankou Volákovou vůbec není uzavřený. Kvůli zahrádce restaurace vedla spory s Nyklovými, se kterými si vzájemně dělali různé naschvály, například Vilma Nyklová zavolala na Kateřinu Dubovskou policii a vylila jí na zahrádku, kde bylo velké množství zákazníků, kýbl plný špinavé vody, zatímco Kateřina Dubovská společně s Milenou Pumrovou prodávala polévky zdarma a odváděla stálé zákazníky bistra Nyklových do hospody U Jindřicha. Když se jí Vilma omluvila, Kateřina to uznala a přestala proti Nyklovým brojit, a postupně se dokonce s Lumírem Nyklem spřátelila.
- Vanda Veselá (Kristýna Hrušínská)
  - Vanda Veselá (* 9. března 1982) je dcera Jolany Berkové z předchozího manželství, která údajně od čtyř let žila v Kanadě. V roce 2021 se s Jolanou shledala. Ta byla nejprve nedůvěřivá, ale poté se se svojí dcerou velice sblížila a dovolila své dceři nastěhovat se k ní do bytu. Vanda má velký problém s penězi, protože často nakupuje výherní losy a drahé dárky, proto si půjčovala velké částky, nejprve od Amálie Peškové a potom od své matky Jolany Berkové. Nemá žádné zaměstnání, protože údajně prodala firmu svého zemřelého otce Přemysla, z prodeje jí již ale nezbyly žádné peníze. Často si čte horoskopy, kterým s velkou naivitou věří a také je sama píše, a má již od dětství velký strach z lékařů, proto dlouho odkládala kontrolu u Blanky Volákové kvůli bolesti zubu. V lednu 2021 bylo zjištěno, že Vanda má v Kanadě velké dluhy, v přepočtu asi 600 tisíc korun, a to, že svůj rodný dům v Kanadě prodala a jelikož tam nic již neměla, rozhodla se svoji matku vyhledat. Po určité době si Vanda našla práci jako uklízečka a Jolana se rozhodla, že její dluhy splatí. Vanda se také velmi sblížila s Evženem Šmýdem.

## Postavy které už v seriálu nejsou

#### Marie Králová (Alena Vránová)
- Datum narození: 19. června 1941
- Místo narození:
- Výskyt: 2005–2008

Marie Králová je žena v domácnosti, důchodkyně, vdova po Václavu Královi, umělkyně a vydavatelka. Po smrti manžela se v seriálu již nevyskytuje

#### Václav Král (Radoslav Brzobohatý)
- Datum narození: 13. srpna 1936
- Datum úmrtí: 20. června 2008
- Místo narození:
- Výskyt: 2005–2008

Václav Král byl zakladatel společnosti Království hraček, od roku 2006 byl v důchodu. Překonal infarkt myokardu, nakonec však roku 2008 zemřel. Několik dní před smrtí prodal svůj dům Miloslavu Stárkovi. Stárek tak zneužil jeho nemoci.

### Hrihorij Lisečko (Alexandr Minajev)
Hrihorij Lisečko byl kuchař v restauraci U Henryho. Dříve byl dělník v Království Hraček. Bydlel v budově Království Hraček. Před svatbou Anny Málkové a Bedřicha Lišky se do Anny zamiloval. Koncem roku 2008 měl hodně blízko k Zuzaně Hrubé, se kterou sdílel svůj pokoj. V roce 2012 zemřel při požáru truhlářské dílny.

### Zuzana Hrubá (Šárka Ullrichová)
Zuzana Hrubá je bývalá přítelkyně Bedřicha Lišky a matka Františka Hrubého. Byla zaměstnaná jako uklízečka, což ji velmi zmáhalo, proto později vypomáhala ve firmě pana Stárka (později Pekařství Nyklovi). Až do vyléčení v lednu 2008 byla závislá na drogách. V prosinci 2007 se dozvěděla, že má AIDS, a nechala přepsat Františka oficiálně na Bedřicha. Ani František, ani Bedřich nemocní nejsou. Má přítele Maxe. Po konci pekařství začala pracovat v kavárně, kterou vlastní její přítel Max. V březnu roku 2021 odjela do Francie.

### Jakub Štěpánek (Jan Mansfeld)
Jakub Štěpánek (* 16. dubna 1986) je spisovatel, který se snaží získat inspiraci na napsání nového kriminálního románu podle skutečného příběhu. V tom mu má dopomoci Karla Marečková. Jako známý spisovatel se dostal do obliby Věry Marečkové, která s ním chtěla probrat podobu knihy, kterou začala psát. Problém je v tom, že Věřina kniha pojednává o manželských problémech Kryštofa a Karly Marečkové, a o Kryštofově následném odjezdu na ropnou plošinu do Norska. I když nejsou přímo v knize zmíněni, Karle se nelíbí, že Jakub zasahuje do jejího soukromí, a začíná se k němu chovat spíše odtažitě.
- Elen Mrázová (Eva Elsnerová) 
  - Elen Mrázová je právnička a na konci roku 2007 přítelkyně Petra Boháče. Ten o ni však neměl příliš velký zájem. Obhajuje Janu a Báru v soudním sporu s Marešem, který je znásilnil.
- Henry Rettig (Daniel Brown)
  - Henry Rettig je hostinský v restauraci Květa.
- Ben Vojtíšek (Jakub Prachař)
  - Ben Vojtíšek je student FAMU, kapelník a bývalý přítel Moniky Farské. Na podzim 2008 se chystal otevřít hudební klub, což se mu skutečně podařilo. Na klub si půjčil milion korun od Štěpána Stránského. Později téhož roku peníze vrátil, investorem se tak stal Oldřich Farský.
- Ingrid Šmídová (Jana Sováková)
  - Ingrid Šmídová je bývalá ředitelka kadeřnictví. Vyspala se s Oldřichem Farským. Později byla milenkou Davida Brancussiho. V první polovině roku 2007 byla po úraze na invalidním vozíku, ale z invalidity se vyléčila. Z Ulice odešla poté, co se její sestra s manželem zabili při autonehodě, a tak se musela postarat o jejich děti. V roce 2017 se na chvilku znovu ukázala. Znovu se objevila v roce 2020 po smrti Světlany.
- Hynek Urban (Roman Vojtek)
  - Hynek Urban je trenér ve fitku OldFit a kamarád Tamary Elliot Dříve také učil tělocvik na gymnáziu a základní škole. V seriálu se objevuje od roku 2007. Dříve trénoval mládežnický oddíl a byl vyhozen kvůli vztahu s trénovanou dívkou. Od konce roku 2017 se vyskytuje jen příležitostně.

### Sára Turková (Ema Businská)
Sára Turková (rozená Mandousová) je osmnáctiletá dívka z azylového domu, kde chodila pomáhat Anna Lišková. Měla problémy se svojí matkou, která často vyhledávala nové vztahy a užívala velké množství alkoholu. Proto se rozhodla vyhledat Aničku, u které v současnosti bydlí. Snažila se nejprve najít práci v květinářství, což je její kvalifikace, ale nepodařilo se jí najít žádné místo, které by jí vyhovovalo, proto se Sára snažila stát se reportérkou a tak poprosila Aničku o pomoc, a ta jí domluvila focení se Šimonem Flieglem, který je jejím přítelem. Toho později křivě obvinila ze sexuálního obtěžování, protože se do něj zamilovala, ale on o ni neprojevil žádný zájem, protože je již ve vztahu s Annou Liškovou, zrovna která se Sáry ujala, a zároveň je Sára o mnoho let mladší. Momentálně pracuje v bistru U Babičky a žije s Danielem Turkem, za kterého se narychlo vdala.

### Jana Rytířová (Sára Donutilová)
Jana Rytířová je dcera Diany Rytířové (Barbora Seidlová) a Vladimíra Pečenky (Karol Csino). Její otec je romského původu. Původně pracovala jako modelka, při tom se ji však pokusil znásilnit Radim Mareš, na kterého za pomocí advokátky Elen a spolubydlící Báry podala trestní oznámení. Později začala pracovat jako herečka ve fiktivním seriálu Na špičkách, kde ztvárňuje roli Agáty. Tam se zamilovala do Alexandra "Saši" Becka, tento vztah ale kvůli jeho rodině oba musí tajit.

### Petra Nová (Nela Kailová)
Petra Nová je studentka gymnázia, nejlepší kamarádka Kristýny Volákové a bývalá přítelkyně Adama Voláka. Zajímá se o ekologii a zamilovala se do nového učitele Prokopa Junka.

### Alice Hnátková(Eva Hacurová)
Alice Hnátková je přítelkyně Bedřicha Lišky. Pracuje ve vlastní kovárně, ale také si přivydělávala prací na erotické lince pod pseudonymy Tamara a později Laura. Mnohokrát se s Bedřichem rozešli a znovu dali dohromady, nyní Alice touží po vlastním dítěti.

### Dan Turek (Vojtěch Hrabák)
Dan Turek je syn muže, kterého v sebeobraně zastřelil Bedřich Liška. Turek se objevil v seriálu poté, co mu zemřela jeho matka. Bedřich Liška ho zaměstnal ve své dílně. Dan nejprve chodil s Emou, která je nevlastní dcera Bedřicha, později se zamiloval do Alice a začal jí volat na erotickou linku. Kvůli tomu se také Bedřich s Alicí na nějakou dobu rozešel. V současnosti je manželem se Sárou Turkovou, rozenou Mandousovou.

### Šimon Fliegel (Aleš Procházka)
Šimon Fliegel je profesionální fotograf, který navštívil mnoho míst na světě a tak neměl čas navázat vztah a založit rodinu. Po návratu do Česka začal vyučovat lidi zajímající se o fotografii, včetně Víta Klímy a Aničky Liškové, do které se zamiloval. Na konci roku 2021 odletěl do světa fotografovat.

### David Brancusi (Martin Dejdar)
David Brancusi je úspěšný kadeřník a bývalý přítel Ingrid Šmídové a Zdeny Čisté. Odešel do jiného salónu.

### Růžena Habartová (Zdena Hadrbolcová)
Růžena Habartová pracovala jako dělnice v Království hraček. Později odcestovala za synem do Austrálie. Odtud se však na podzim 2008 vrátila, spřátelila se s Vilmou Nyklovou a pracovala jako pekařka ve firmě Pekařství Nyklovi. Později už nezvládala práci, ale nechtěla si to připustit a rozhádala se s Vilmou. Později to pochopila a skončila. V Ulici se dále objevuje. Chodila do pekařství na kávu, avšak to bylo v roce 2019 zavřeno. Objevila se na otevírání bistra v prostorách bývalého pekařství. Také s Vilmou Nyklovou hrají divadlo v domově důchodců, kde Růžena bydlí. Má přítele Reného.

### Denisa Mastná (Stanislava Jachnická)
Denisa Mastná je bývalá manželka Radka Mastného. Do listopadu roku 2019 pracovala jako sekretářka na radnici.

### Boháčovi

#### Petr Boháč (Pavel Kříž)
- Oslovení/Přezdívky:
- Datum narození: 25. února 1962
- Místo narození:
- Výskyt: 2005–2008

Popis: Petr Boháč je bývalý ředitel zaniklé společnosti Království hraček. V září roku 2006 prožil románek s Bárou Jordánovou. Je rozvedený. S bývalou manželkou Evou Boháčovou má dceru Anežku, která mu byla svěřena do péče. Anežku však již nyní kvůli problémům s alkoholem a financemi nevychovává. V květnu 2007 ho srazilo auto, které řídila jeho žena, která ho údajně chtěla zabít a v důsledku toho skončila v psychiatrické léčebně. V roce 2008 byl přítelem právničky Elen Mrázové a pracoval ve sběrně odpadků a žil na ubytovně.

MUDr. Eva Boháčová (Markéta Tannerová)
- Oslovení/Přezdívky:
- Datum narození: 12. února 1965
- Místo narození:
- Výskyt: 2005–2008

Popis: Eva Boháčová je lékařka, bývalá manželka Petra Boháče a matka Anežky Boháčové. V květnu 2007 srazila svého bývalého manžela autem. V důsledku toho skončila v psychiatrické léčebně a po domluvě s Boháčem podepsala souhlas s přenecháním Anežky v jeho péči.

#### Anežka Boháčová (Nikola Hronová)
- Oslovení/Přezdívky:
- Datum narození: 19. září 1999
- Místo narození:
- Výskyt: 2005–2008

Popis: Anežka Boháčová je žákyně ZŠ a dcera Evy a Petra Boháčových. V roce 2008 žila se svojí matkou Evou.

#### Alena Suchá (Daniela Kolářová)
- Oslovení/Přezdívky:
- Datum narození: 20. září 1948
- Místo narození:
- Výskyt: 2008

Popis: Alena Suchá je matka Evy Boháčové. Pracovala jako ředitelka v tlumočnické a překladatelské agentuře.

### Hejlovi

#### Miriam Hejlová (Hana Maciuchová)
- Oslovení/Přezdívky:
- Datum narození: 25. listopadu 1948
- Místo narození:
- Výskyt: 2005–2015

Popis: Miriam Hejlová je bývalá profesorka gymnázia. V roce 2007 se měla stát ředitelkou, ale na toto místo nakonec nastoupila Věra Hádková – bývalá žákyně paní Hejlové. V létě roku 2007 podnikla s Vlastimilem Peškem cestu po České republice a poté spolu žili v jedné domácnosti. Je matkou Jaroslava Hejla. Udávala, že je vdovou, ale v roce 2010 se vrátil zpět její bývalý manžel Cyril, o kterém syn paní Hejlové nevěděl. Posléze byli rozvedeni, nicméně těsně před smrtí manžela se znovu vzali, Miriam žila v bytě se svým synem a jeho manželkou, ale v roce 2012 se odstěhovala do vlastního bytu. V červnu 2014 se začala scházet s policistou Peterem Kadlecem, který vyšetřoval vraždu Kláry Peškové. Nejprve mu Miriam pomáhala se psaním detektivky a nakonec spolu začali chodit. Na konci června 2015 Miriam odešla z Ulice.

#### Jaroslav Hejl (Martin Hofmann)
- Oslovení/Přezdívky: Jarda, Jaroušek
- Datum narození: 29. ledna 1978
- Místo narození:
- Výskyt: 2005–

Popis: Jaroslav Hejl je konstruktér a bývalý obchodní ředitel v Království hraček. V lednu roku 2008 si začal dělat manažerský kurz. Nemá maturitu, což mu neustále vyčítá jeho matka. Je také bývalým přítelem Magdaleny Jandové. Nyní žije s Lenkou Drápalovou, kterou si v roce 2013 vzal, před tímto sňatkem ji však podvedl se svojí sekretářkou Markétou Havránkovou. Spolu s Bedřichem Liškou založili v roce 2012 společnost na výrobu nábytku, předtím pracovali spolu s Hrihorijem Lisečkem ve firmě na výrobu nábytku, která vyhořela, při požáru zahynul Hrihorij Lisečko.

#### Lenka Hejlová (Michaela Badinková)
- Oslovení/Přezdívky:
- Datum narození:
- Místo narození:
- Výskyt: 2005–2014

Popis: Lenka Hejlová (rozená Drápalová) je někdejší profesorka a ředitelka gymnázia, které se od 1. září 2008 sloučilo se základní školou. V roce 2005 chodila s Petrem Boháčem. Později se o ni ucházel Karel Stránský, Ben Vojtíšek a Jaroslav Hejl, za kterého se vdala v roce 2013. Je i grafická výtvarnice. Navrhovala byt Marka Stránského, ve kterém později žili Pavlicovi. 
Společně s Jaroslavem Hejlem mají dceru Miriam (oslovení Mirinka) a syna Jonáše.

### Stránští

#### Karel Stránský (Milan Kňažko)
- Oslovení/Přezdívky:
- Datum narození: 11. května 1949
- Místo narození:
- Výskyt: 2006–2007

Popis: Karel Stránský je politik, finančník a majitel rozhlasové stanice. V roce 2006 se ucházel o Lenku Drápalovou. 

#### Štěpán Stránský (Štěpán Benoni)
- Oslovení/Přezdívky:
- Datum narození: 24. prosince 1987
- Místo narození:
- Výskyt: 2005–2008, 2010–2013,  2015

Popis: Štěpán Stránský je student FAMU a filmař. V první polovině roku 2007 chodil s Terezou Jordánovou, se kterou se rozešel, ale ve druhé polovině roku 2008 se k ní vrátil. Po zemřelé matce zdědil nemalé jmění, které poskytl kamarádovi Benovi Vojtíškovi, ten mu ale toto jmění vrátil zpět. Na konci roku 2008 odcestoval na studijní pobyt do Anglie. Po návratu začal chodit s Theodorou Nekonečnou. V roce 2013 odletěl na pracovní stáž do Francie, kde začal chodit s bývalou přítelkyní Veronikou. V roce 2017 se opět do Ulice vrátil.

#### Marek Stránský (Ondřej Gregor Brzobohatý)
- Oslovení/Přezdívky:
- Datum narození: 14. října 1981
- Datum úmrtí: 2015
- Místo narození:
- Výskyt: 2007–2008

Popis: Marek Stránský byl právník. Pracoval jako ředitel v rádiu vlastněném jeho otcem Karlem Stránským. Od roku 2007 byl přítelem Dagmar Digi Pospíšilové. Na konci roku 2007 se zasnoubili a později se vzali. Později spolu odjeli do Londýna na specializovanou kliniku, která jim měla pomoci s těhotenstvím. V září roku 2015 zemřel na leukemii.

#### Dagmar Stránská (Michaela Maurerová)
- Oslovení/Přezdívky: Digi
- Datum narození: 12. dubna 1982
- Místo narození:
- Výskyt: 2005–2008, 2015–2017

Popis: Dagmar Stránská (rozená Pospíšilová, později provdaná Bendová) je kadeřnice. Moderovala v rádiu. Vyrůstala v dětském domově, později pátrala po své rodině a vypátrala svého dědečka. Je rozvedená s Antonínem Bendou. V letech 2008-2015 (smrt manžela) byla vdaná za Marka Stránského. V roce 2015 (před smrtí manžela) se krátce objevila v Ulici, když přiletěla kvůli narozeninám své bývalé vychovatelky z dětského domova. Po smrti manžela v září 2015 se společně se svými dvojčaty Patricií a Julií vrátila do Ulice. Dagmar Stránská měla vztah s Jiřím Hermanem.

### Bařinkovi

#### Kamil Bařinka (Václav Rašilov)
- Oslovení/Přezdívky:
- Datum narození: 21. leden 1979
- Místo narození:
- Výskyt: 2006–2008

Popis: Kamil Bařinka je policista sloužící v Ulici. Bydlí v bytě s otcem kpt. Vojtěchem Bařinkou. Na jaře 2007 se zamiloval do Karolíny Fenclové, se kterou vztah nedopadl šťastně. Působil i jako bubeník v kapele Bena, kde se zamiloval do zpěvačky Saši. Kamil však trpí tím, že má ze vztahu strach.

#### Vojtěch Bařinka (Bořivoj Navrátil)
- Oslovení/Přezdívky:
- Datum narození: 26. září 1933
- Datum úmrtí: 31. října 2011
- Místo narození:
- Výskyt: 2006–2009

Popis: Vojtěch Bařinka byl kapitán armády a později správce veřejného bazénu. Často se scházel s Miriam Hejlovou a Vlastimilem Peškem, který jeho přítomnost nesl těžce. Ucházel se o zaměstnání jako učitel tělocviku na gymnáziu a ZŠ a občas zastupoval Vlastimila Peška jako školníka.  V roce 2009 získal odznak nejlepší kapitán a ve stejném díle se rozloučil i s Vlastimilem Peškem a jeho děj v Ulici byl u konce. 

### Pavlicovi–Hložánkovi

#### Josef Pavlica (Tomáš Matonoha)
- Oslovení/Přezdívky: Pepan
- Datum narození: 1. října 1968
- Místo narození:
- Výskyt: 2008–2009, 2015–2016

Popis: Josef Pavlica je Simonin bývalý manžel. Byl nezaměstnaný, ale nějaký čas pracoval jako číšník v místní hospodě. Také příležitostně opravoval motocykly. Po svatbě s Blaženou Konopáskovou odešel ze seriálu. Vrátil se v roce 2015, kdy koupil s Rudolfem Hložánkem veterána za účelem renovace a následného prodeje. O náklady se měli dělit napůl, avšak Josef chtěl po Rudolfovi bez jeho vědomí plnou cenu (20 000 Kč). Půjčil si peníze od Richarda, který marně peníze od Josefa vymáhal. Nakonec auto zcizil vyděrač, který Rudolfovi nechal ve schránce vzkaz s telefonním číslem a stěrač z veterána. Richard chtěl předat na odlehlém místě 100 000 Kč. Rudolf měl jet sám, ale Simona mu napsala z jeho telefonu SMS, že je invalida v rekonvalescenci. Richard mu tedy povolil jednoho řidiče. Rudolf chtěl nejdříve vidět auto, tak mu ho Richard ukázal. Poté se Rudolf s veteránem vrátil a nechal si ho.

#### Simona Hložánková (Pavla Tomicová)
- Oslovení/Přezdívky:
- Datum narození: 22. března 1964
- Místo narození:
- Výskyt: 2007–2017

Popis: Simona (rozená Bláhová) žila v domě rodiny Pešků a pracovala v tehdejším místním salonu jako kadeřnice. Roku 2009 od ní utekl její tehdejší manžel Pavlica. V roce 2014 měla vztah s Antonínem Hložánkem. Později se vdala za jeho bratra Rudolfa, s nímž vyhrála v roce 2016 dva miliony korun ve Sportce.

#### Rudolf Hložánek (Václav Kopta)
- Oslovení/Přezdívky: Ruda
- Datum narození: 22. března 1964
- Místo narození:
- Výskyt: 2015–2017

Popis: Rudolf Hložánek je Simonin manžel. Měl problémy s chůzí, 20 let chodil o holích, po nezdařené operaci ztratil naděje na zlepšení. Díky další operaci, ke které ho přemluvila manželka, a pravidelnému cvičení začal opět chodit bez opory. V roce 2017 přijal pracovní nabídku od kamaráda zahrnující péče o jeho auta. Společně s manželkou se přestěhovali do nedalekého domu na vesnici, který zakoupili za účelem rekonstrukce.

### Elliotovi

#### Tamara Elliot (Markéta Hrubešová)
- Oslovení/Přezdívky:
- Datum narození: 11. října 1971
- Místo narození:
- Výskyt: 2007–2008

Popis: Tamara Elliot je dávná milenka Oldy Farského a matka Jakuba Elliota. V seriálu se objevovala od roku 2007. Její specialitou je, že si přítele hledá v zahraničí (například v Anglii nebo Belgii), což provokuje jejího syna, který není spokojen s výběrem náhradních otců.

#### Jakub Farský (Richard Zevel)
- Oslovení/Přezdívky:
- Datum narození: 11. května 1994
- Místo narození:
- Výskyt: 2007–2008

Popis: Jakub Farský (rozený Elliot) je syn Tamary Elliot a Oldy Farského. V seriálu se objevoval od roku 2007 do roku 2008. V den svých 20. narozenin telefonoval přes Skype se svým otcem Oldou a objevil se na obrazovce PC.

### Křístkovi

#### Alžběta Křístková (Jana Bernášková)
- Oslovení/Přezdívky: Bety
- Datum narození: 19. března 1983
- Místo narození: Mohelnice,
- Výskyt: 2005–2007

Popis: Alžběta Křístková (rozená Stárková) byla kadeřnice v salonu. Otěhotněla s panem Rossbergem. Později si vzala Jana Křístka a odcestovala zpět k rodičům do Mohelnice. V dubnu 2008 se vrátila do Prahy jako kadeřnice, ale po Křístkově tragické smrti se svým malým dítětem bydlí opět u rodičů na Moravě.

#### Jan Křístek (Michal Zelenka)
- Oslovení/Přezdívky:
- Datum narození:
- Datum úmrtí: 5. října 2007
- Místo narození:
- Výskyt: 2007

Popis: Jan Křístek byl manžel Alžběty Stárkové a bývalý přítel Dagmar Stránské. Zemřel při nehodě na motorce v roce 2007.

### Marta Jordánová (Milena Dvorská)
Marta Jordánová je matka Tomáše Jordána. Je v důchodu.

### Stanislav Nykl (Bronislav Poloczek)
Stanislav Nykl byl prodavač ve večerce, zemřel na infarkt. V roce 2005, spolu s Václavem Králem, hledali ukrytý poklad v domě Nyklových. Kvůli dávnému sporu jejich otců byli dlouho nepřátelé. Později se však usmířili.

### Miloslav Stárek (Stanislav Zindulka)
který půjčoval peníze Lumíru Nyklovi. V seriálu se objevoval od roku 2007. Kvůli nemoci pana Krále od něj odkoupil jeho dům a potom si vzal Vilmu Nyklovou, s níž provozoval pekařství. Zemřel 5. února 2009.

### Ostatní
- Karolína Fenclová (Renata Prokopová)
  - Karolína Fenclová je studentka psychologie, která bydlela v roce 2006 a 2007 v bytě s Farskými. Později se odhodlala prohlásit veřejně, že je lesba a odjela na ekologickou farmu, kde dříve pracovala Lída Farská. Její prohlášení zároveň ukončilo vztah s policistou Kamilem.
- Zdena Čistá (Jana Švandová)
  - Zdena Čistá působila jako sekretářka firmy Království hraček. Dříve byla zamilována do Václava Krále, o němž napsala knihu Můj život s králem. Měla krátký vztah s kadeřníkem Davidem Brancusim. V seriálu se již nevyskytuje.
- Magdalena Jandová (Bianka Ištoková) 
  - Magdalena „Majda“ Jandová je bývalá servírka v restauraci Květa, expřítelkyně Jaroslava Hejla a matka malé dcery. Vztah s Jardou ukončila její chorobná žárlivost, která vyústila až v pokus o sebevraždu. V seriálu se již nevyskytuje.
- Rudolf Kocman (Bohumil Klepl)
  - Rudolf Kocman je člen místní mafie a majitel baru, ve kterém pracovala jako provozní Světlana Nyklová. V roce 2008 byl spoután a unesen. Od té doby o něm nikdo nic neví.

- Michal Šnajdr (Petr Falc)
- Radka Zejdová (Jitka Asterová)
- Zdeněk Morávek (Miloš Vávra)
- Sylva Mlynářová (Eva Decastelo)
- Martin Rossberg (Marko Igonda)
- Johana Steinová (Johana Steiger-Antošová)
- Daniel Jelínek (Jiří Zapletal)
- Alexandra Třešňáková (Tereza Nekudová)
  - Alexandra „Saša“ Třešňáková je zpěvačka v Benově kapele. Je v rozvíjejícím se vztahu s policistou Kamilem Bařinkou. V seriálu hrála od roku 2008. Řídila Márovo auto a způsobila vážnou dopravní nehodu. V seriálu se již nevyskytuje.

- Pavel Tesařík (Petr Vršek)
  - Pavel Tesařík je kamarád a kolega Tomáše Jordána. Měl vztah s Annou Liškovou. Je biolog (ornitolog).
- Lan Van Trung (Nguyen Thi Ann Thu)
  - Lan Van Trung je vietnamská dívka a expřítelkyně Matěje Jordána. Má jednoho bratra. Dříve studovala na prestižní vícejazyčné škole, na jaře 2008 se však s rodinou musela odstěhovat do Německa, což ukončilo její působení v Ulici.
- Viktor Verner (Miroslav Šimůnek)
  - Viktor Verner je bývalý učitel gymnázia. Odcestoval do Rumunska, ale později se vrátil zpět do Česka. Chodil s Monikou Farskou a v lednu roku 2008 spolu odcestovali do Ugandy. Kvůli neshodám se s Monikou rozešel.
- Vladimír Kukačka (Pavel Rímský)
  - Vladimír Kukačka je bývalý přítel rodiny Farských a nápadník Jitky Farské. V seriálu se objevil roku 2007. Jitku tajně miloval, což jí nakonec sdělil veřejně. Jitka chvíli váhala, avšak poté, co se dozvěděla o nemanželském synovi Jakubovi, se k Vladimírovi odstěhovala a žili spolu. Později se Vladimír dopouštěl na Jitce stalkingu a nyní je uvězněn.
- Hana Petříková (Lucie Pernetová)
  - Hana Petříková je bývalá učitelka biologie na gymnáziu (od září 2007), bývalá studentka a milenka Tomáše Jordána. V seriálu se objevovala od roku 2007. Tomáš se kvůli ní odstěhoval od rodiny. V seriálu se již nevyskytuje.
- Věra Hádková (Jana Krausová)
  - Věra Hádková byla ve školním roce 2007/2008 ředitelkou gymnázia. V dávné minulosti byla studentkou Miriam Hejlové, vůči níž má osobní zášť. V seriálu se již nevyskytuje.
- Richard Zajíček (Tomáš Valík)
  - Ríša Zajíček byl truhlář v Království hraček, také pracoval jako pekař ve firmě Pekařství Nyklovi. V seriálu se objevoval od roku 2007. Byl dobrý přítel Simony Pavlicové.